# Sonate K. 536
La sonate K. 536 (F.480/L.236) en la majeur est une œuvre pour clavier du compositeur italien Domenico Scarlatti.

## Présentation
La sonate K. 536, en la majeur, notée Cantabile, forme une paire avec la sonate suivante. Le thème, énoncé par la main droite, est repris en écho par la gauche, avant la poursuite par de fluides triolets dès la troisième mesure jusqu'à la fin. Le développement de la seconde section évoque la sonate K. 511.

## Manuscrits
Le manuscrit principal est le numéro 23 du volume XIII (Ms. 9784) de Venise (1757), copié pour Maria Barbara ; les autres sont Parme XV 23 (Ms. A. G. 31420), Münster I 71 et Vienne D 21 (VII 28011 D). Une copie figure à la Morgan Library, ms. Cary 703 (no 64).

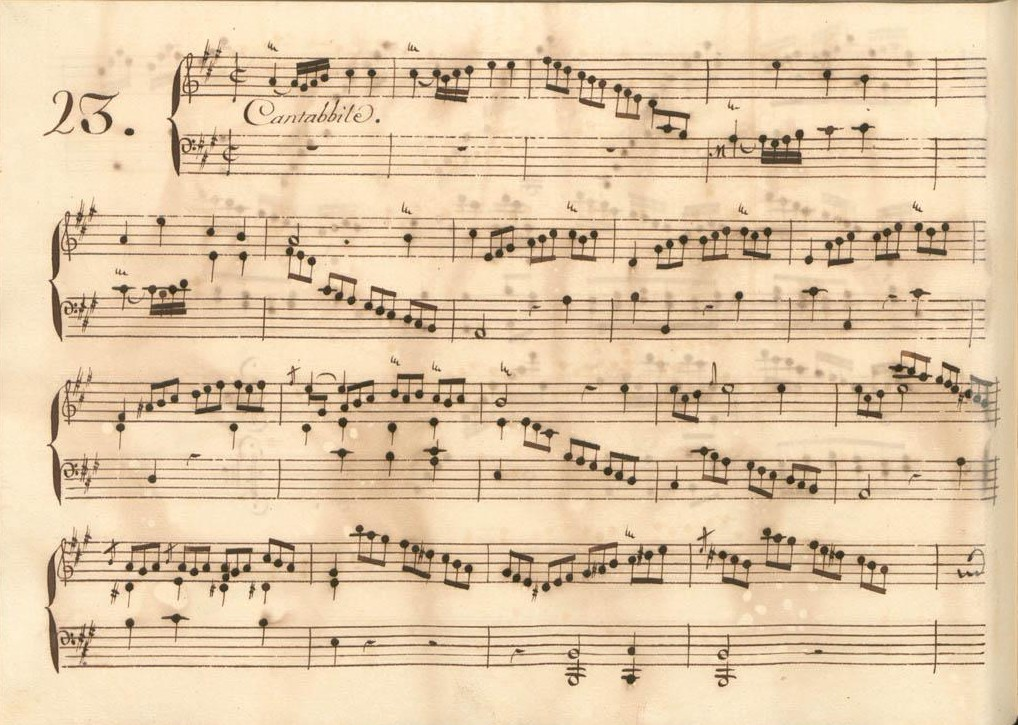
Parme XV 23.
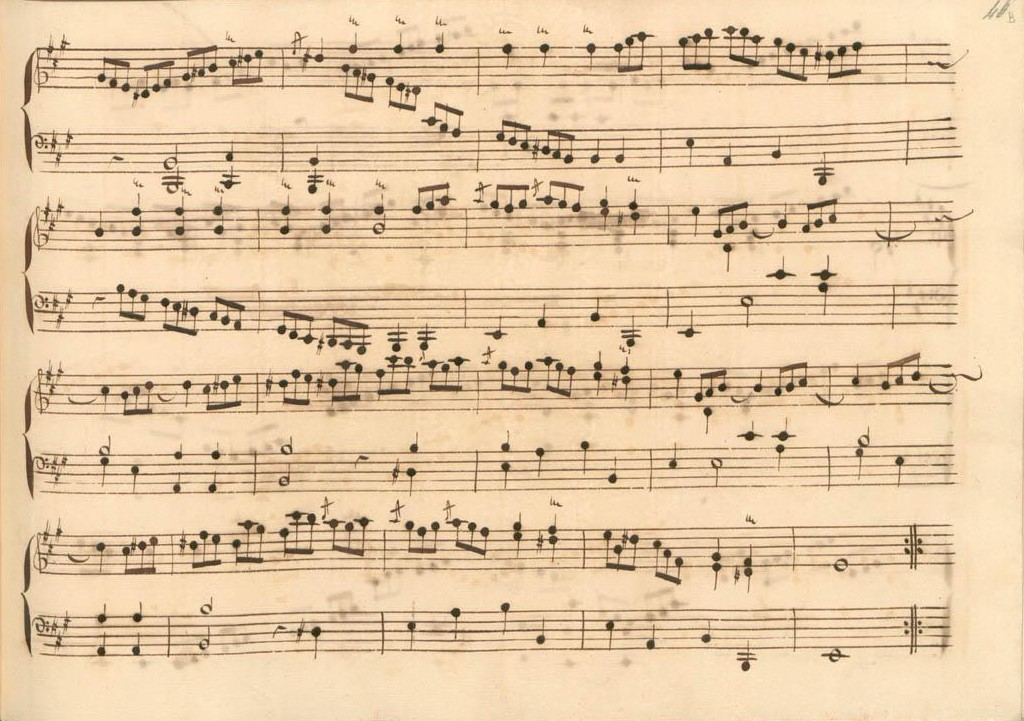
Parme XV 23 (fin de la première section).
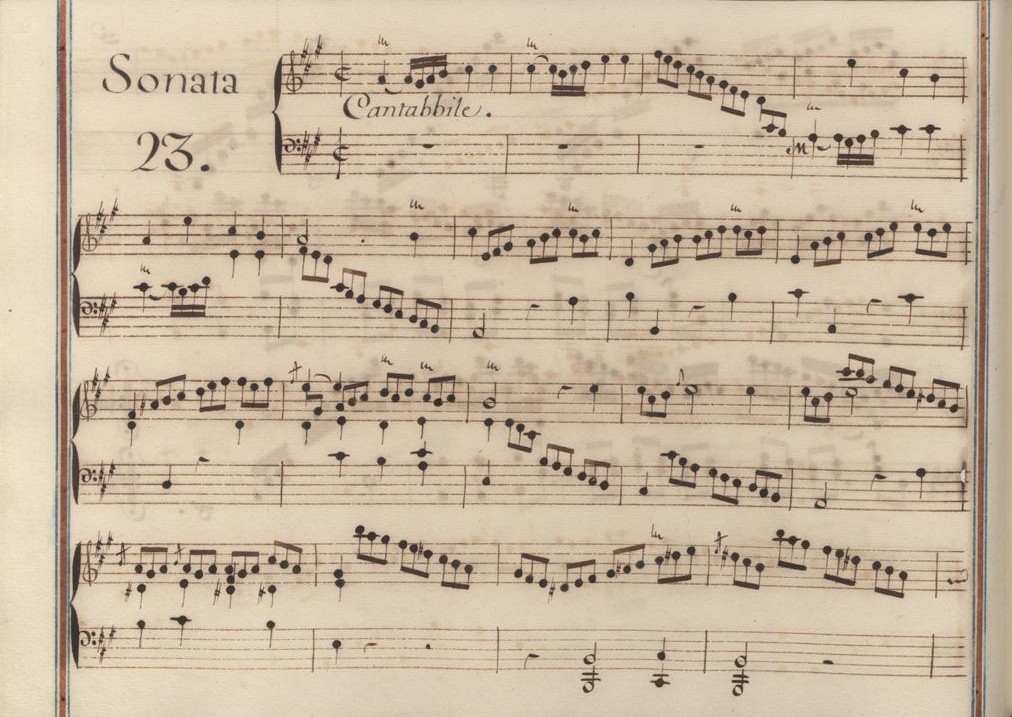
Venise XIII 23.
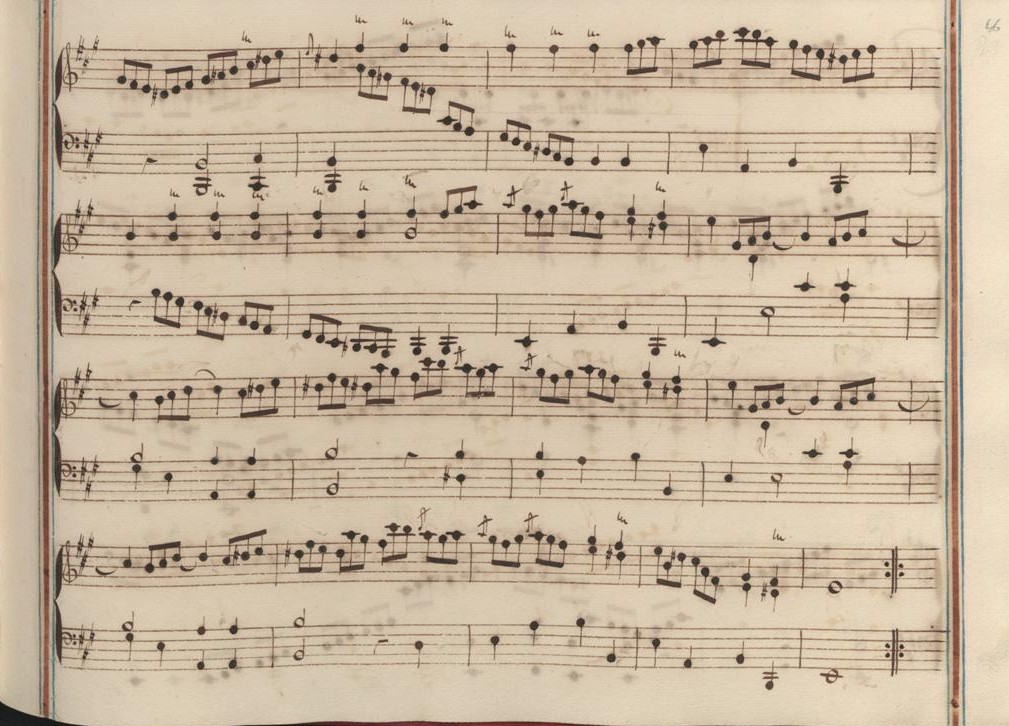
Venise XIII 23 (fin de la première section).
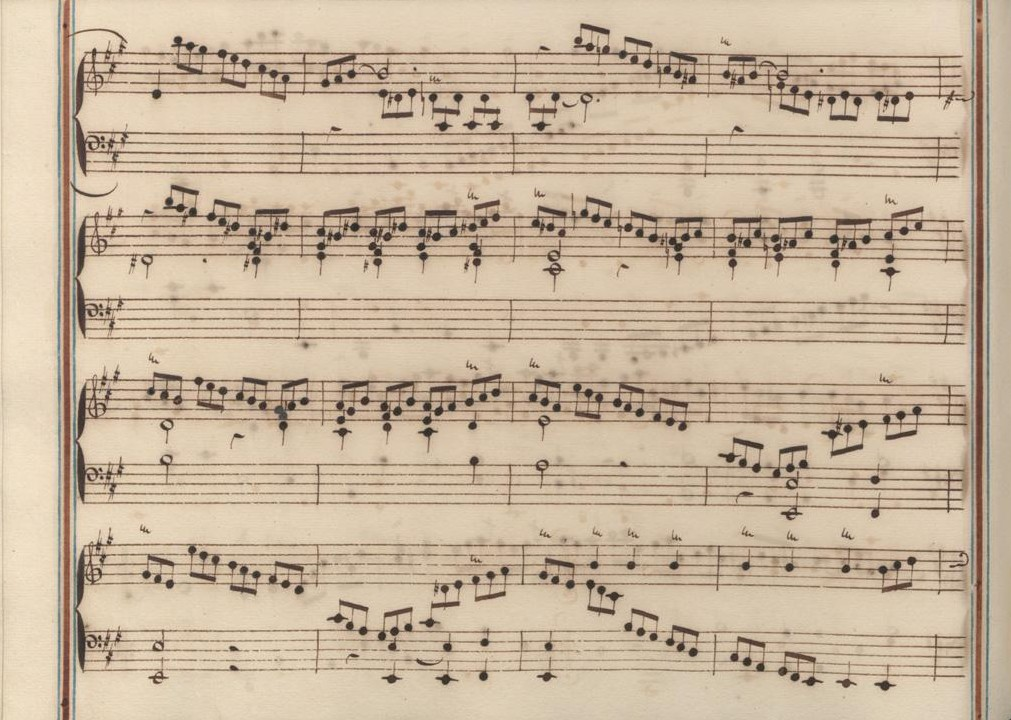
Venise XIII 23 (début de la seconde section).
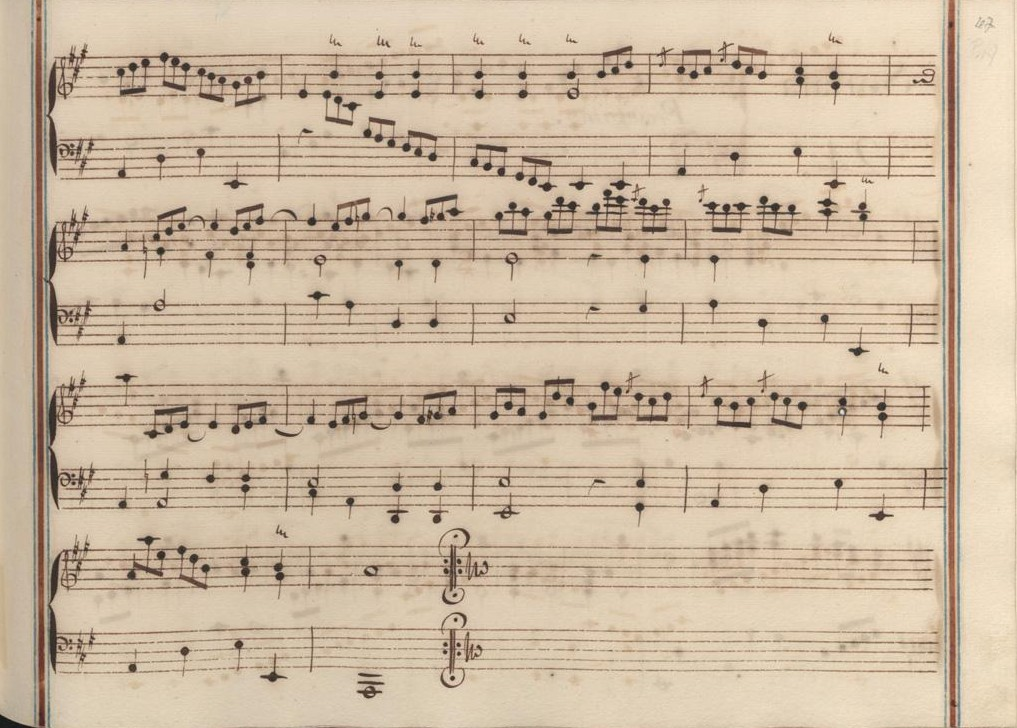
Venise XIII 23 (fin de la sonate).

## Interprètes
La sonate K. 536 est défendue au piano notamment par Benjamin Frith (1999, Naxos, vol. 5) ; au clavecin par Luciano Sgrizzi (octobre 1979, Erato), Scott Ross (1985, Erato), Colin Tilney (2000, Dorian/Sono Luminus), Richard Lester (2004, Nimbus, vol. 5) et Pieter-Jan Belder (Brilliant Classics).

## Sources
: document utilisé comme source pour la rédaction de cet article.
- Ralph Kirkpatrick (trad. de l'anglais par Dennis Collins), Domenico Scarlatti, Paris, Lattès, coll. « Musique et Musiciens », 1982 (1re éd. 1953 (en)), 493 p. (ISBN 978-2-7096-0118-4, OCLC 954954205, BNF 34689181).
- Alain de Chambure, « Domenico Scarlatti : Intégrale des sonates — Scott Ross », Erato (2564-62092-2), 1985 (OCLC 891183737) .
- (es) Celestino Yáñez Navarro (thèse), Nuevas aportaciones para el estudio de las sonatas de Domenico Scarlatti. Los manuscritos del Archivo de Música de las Catedrales de Zaragoza, Université autonome de Barcelone, 2016 (lire en ligne)